# Västgötaspets
De västgötaspets of vallhund is een kortbenige Zweedse herdershond.

## Geschiedenis
Deze hond zou al eeuwen door de boeren in Zuid-Zweden gebruikt zijn als erfhond en als drijver van rundvee (heeler). Opvallend zijn de overeenkomsten tussen dit ras en de "Welsh corgis" uit Wales, die een oude gemeenschappelijke achtergrond doen vermoeden. In Zweden werd het oorspronkelijke landras in het begin van de 20e eeuw zeldzaam en de huidige Västgötaspets is na 1940 uit enkele van de toen nog resterende dieren gefokt.

## Uiterlijk
Hoewel kortbenig is de hond een typische spits. Wigvormig hoofd, vlakke schedel met duidelijke stop en puntige, staande oren. De rug is sterk en verhoudt zich met de schofthoogte als 3:2. Het voorbeen is recht, de achterhand goed gehoekt. De staart kan lang zijn, maar er komen ook van nature korte staarten voor. De schofthoogte is 33 cm voor de reu, 31 cm voor de teef, plus of min 1,5 cm. Het gewicht is 9-14 kg. De vacht is dicht en dubbel en vertoont een wildpatroon waarin de tinten grijs, bruin, geel en rood kunnen voorkomen.

## Aard
Met zijn achtergrond als koedrijver en waakhond heeft de ‘spets’ een pittig karakter. De hond moet goed gesocialiseerd worden, maar kan dan ook een prima gezinshond zijn.

## Verzorging
De Västgötaspets hoeft maar eens per week even geborsteld of gekamd te worden. De hond moet niet te vaak gewassen worden, dit is slecht voor de huid. Voor de tanden kan de hond hondenstaafjes eten, tevens kunnen ze gepoetst worden met hondentandpasta.

## Beweging
Ook al wordt dit kleine hondje vaak voor schattig aangezien: de Västgötaspets is en blijft een herder en heeft daarom beweging nodig. Deze honden vinden het geweldig om lang en uitbundig te wandelen, maar kunnen zich ook aanpassen aan 3 maal daags een blokje om, mits ze voldoende bezig worden gehouden met andere dingen.

## Training
Deze herder heeft echte 'herderhersenen'. Het is een slim, leergierig hondje en de Västgötaspets scoort daarom ook vaak hoog bij hondensporten zoals flyball. Ook als de hond niet sport is een puppycursus of gedragscursus - zowel voor hond als baasje - nuttig om de nodige commando's te leren en tips voor optimaal gedrag te ontvangen.